# Јаворнишки Ровт
Јаворнишки Ровт (словен. Javorniški Rovt) је насељено место у општини Јесенице, Горењска регија, Словенија.

## Историја
До територијалне реорганизације у Словенији био је у саставу старе општине Јесенице.

## Становништво
У попису становништва из 2011. године, Јаворнишки Ровт је имао 249 становника.
| Број становника према пописима | Број становника према пописима | Број становника према пописима |
| ------------------------------ | ------------------------------ | ------------------------------ |
| 1991                           | 2002                           | 2011                           |
| 140                            | 189                            | 249                            |